# Chlorophyllum nothorachodes
Chlorophyllum nothorachodes är en svampart som beskrevs av Vellinga & Lepp 2003. Chlorophyllum nothorachodes ingår i släktet Chlorophyllum och familjen Agaricaceae.   Inga underarter finns listade i Catalogue of Life.